# デミオン・ベーカー
デミオン・ベーカー（Dameion Baker、1978年2月17日 - ）はアメリカ合衆国のプロバスケットボール選手である。テキサス州出身。ポジションはフォワード。

## 経歴
マウントオリブ大学を卒業後、プロ選手となり、Glviman Landsberg（ドイツ）を経て2005-2006シーズン途中の2006年1月にbjリーグの東京アパッチに入団。シーズン終了後に一旦退団した後、2006-2007シーズン途中の2007年1月から再び東京アパッチでプレーし、2007-2008シーズンのファイナル進出に貢献した後に退団。2008-2009シーズンは2009年2月に三度東京アパッチにシーズン途中入団し、2シーズン連続のファイナル進出に貢献したが、そのファイナルでアキレス腱断裂の重傷を負ってしまう。
2012年10月、埼玉ブロンコスに入団し、4シーズンぶりにbjリーグ復帰。2012-13シーズンの47試合に出場し、契約満了。

## プレースタイル
東京アパッチではチームのムードメーカー。ヘッドコーチのジョー・ブライアントの意向でポジションこそ定めない方針でプレーしていたが、上半身の幅を有効に使い、リバウンドをきっちりとっていた。

## 豆知識
- マウントオリブ大学の後輩には、三菱電機でプレーする栗野譲がいた。栗野は2006-2007シーズン途中から東京アパッチにいたため、ベーカーと一緒にプレーしていた時期もあった。
- 好きな選手はスコッティ・ピッペンである。2007-2008シーズンからは背番号33をつけているが、2006-2007シーズンまでは青木勇人がつけていたため、42をつけていた（足すと同じ6になる数字であるため）。
- 肩を壊すまではアメリカンフットボールの選手であった。